# Tricorythodes stygiatus
Tricorythodes stygiatus is een haft uit de familie Leptohyphidae. De wetenschappelijke naam van de soort is voor het eerst geldig gepubliceerd in 1931 door McDunnough.
De soort komt voor in het Nearctisch gebied.